# Regensburger Turnerschaft
Die Regensburger Turnerschaft ist ein deutscher im Jahr 1861 gegründeter Sportverein, mit Sitz in der bayerischen Stadt Regensburg.

## Geschichte

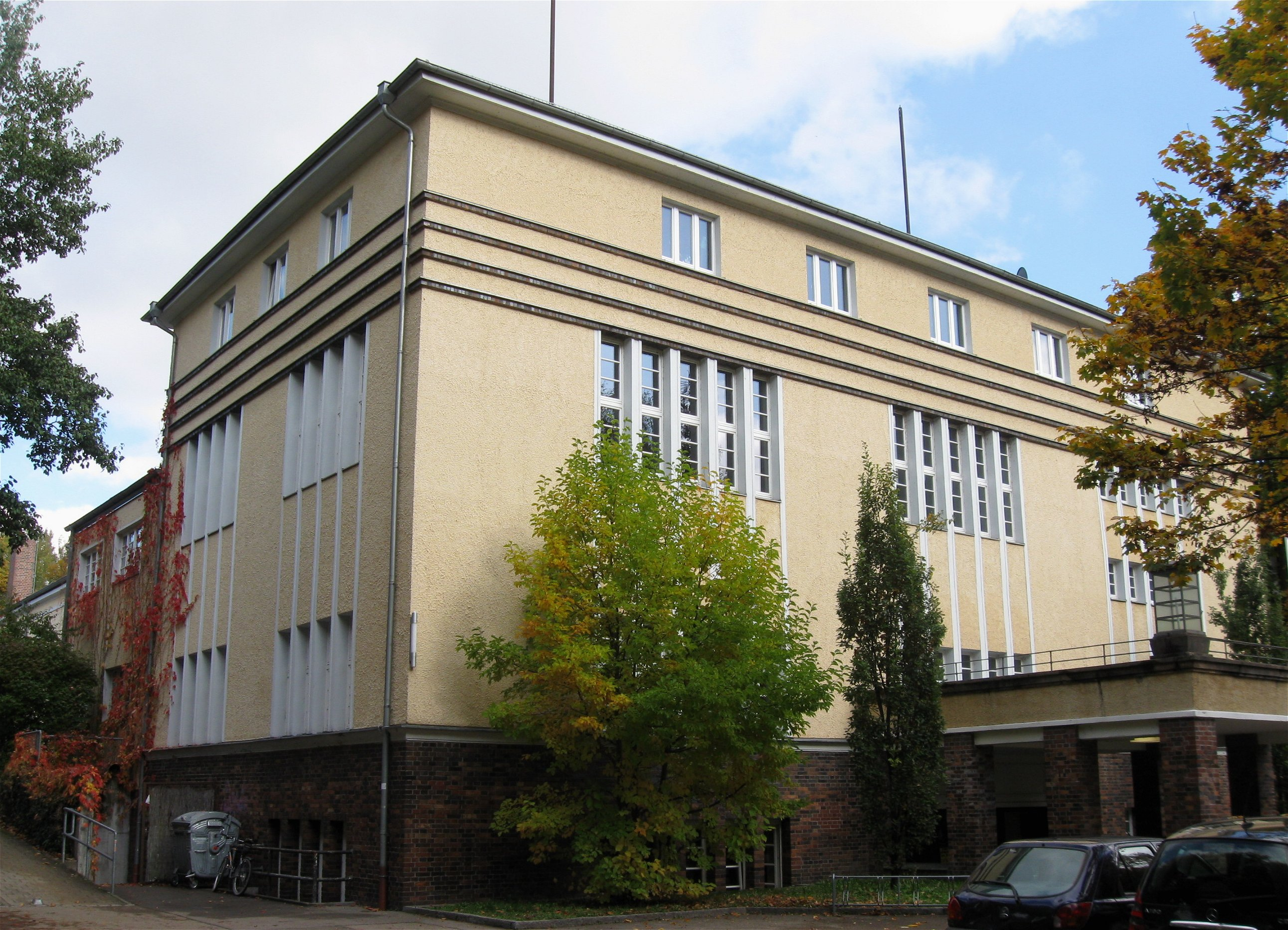
RT-Halle am Schopperplatz

Der Verein wurde im Jahr 1861 als TV 1861 gegründet. Daraufhin folgte im Jahr 1886 die Gründung des Turnerbund Jahn sowie im Jahr 1901 die Gründung des Männerturnvereins. Im Jahr 1928 schlossen sich die Vereine dann zur Turnerschaft zusammen. Am 5. Januar 1930 wurde die Sporthalle des Vereins am Oberen Wöhrd fertiggestellt. Während des Zweiten Weltkriegs wurde die Halle als Lazarett und nach Kriegsende bis 1951 von amerikanischen Besatzungstruppen genutzt. Heute dient die RT-Halle / Städtische Sporthalle am Oberen Wöhrd als Mehrzweckhalle für Veranstaltungen.
Mitte der 1950er Jahre entwickelte sich der Verein mit ca. 5000 Mitgliedern zum zweitgrößten Sportverein in Bayern. 1950 kam zudem noch ein Freibad auf dem Unteren Wöhrd zum Vereinsgelände hinzu sowie 1960 eine Mehrzweckhalle und im Jahr 1977 zudem noch eine Tennis-Anlage. Die Tennis-Abteilung des Vereins ist dabei in den TC Rot-Blau Regensburg ausgelagert.

### Fußball
Die Fußball-Mannschaft nahm in der Saison 1947/48 an der Landesliga Bayern, innerhalb der Staffel Südbayern, teil und belegte dort mit 36:12 Punkten den dritten Platz. Nachdem die nächste Saison dann eingleisig wurde, stieg die Mannschaft über den letzten Platz der Tabelle am Ende mit 10:50 Punkten ab.
In der Saison 2004/05 spielte die Mannschaft in der B-Klasse und belegte dort am Ende der Saison mit 48 Punkten den zweiten Platz. Aufgestiegen in die A-Klasse erlangte der Verein nach der ersten Saison in der A-Klasse mit 49 Punkten gleich den vierten Platz. Nach der Saison 2012/13 erlangte die Mannschaft mit 68 Punkten dann den zweiten Platz der Liga und konnte sich damit für die Relegationsspiele qualifizieren. Das Spiel gegen die SpVgg Hofdorf-Kiefenholz konnte dann mit 4:1 Punkten auch gewonnen werden. Somit trat die Mannschaft zur Saison 2013/14 in der Kreisklasse an. Dort endete die Spielzeit mit 22 Punkten auf dem zehnten Platz der Tabelle. Nach der nächsten Saison war dann nur noch der zwölfte Platz mit 23 Punkten drin, womit die Mannschaft wieder in die Relegation musste. Das Spiel bei der SpVgg Stadtamhof Regensburg, wurde dann mit 2:0 verloren, womit die Mannschaft wieder den Abstieg hinnehmen musste. Zurück in der A-Klasse konnte dann nach der Saison 2015/16 mit 45 Punkten der vierte Platz erreicht werden. Aber bereits in der nächsten Saison sollte sogar der A-Klasse der Abstieg anstehen. Bedingt durch den zwölften Platz mit nur 23 Punkten, musste die Mannschaft ein weiteres Mal in ein Relegationsspiel. Das Relegationsspiel gegen den FC Laub, wurde dann auch mit 2:4 verloren, womit die Mannschaft sogar wieder bis in B-Klasse absteigen musste. Die erste Saison zurück in der B-Klasse belegte die Mannschaft dann mit 42 Punkten auf dem vierten Platz. In der Saison 2024/2025 spielte die Regensburger Turnerschaft in der Kreisklasse und konnte die Liga auch halten. Die zweite Mannschaft spielt in der B-Klasse. 

### Leichtathletik
Bei den deutschen Leichtathletik-Meisterschaften konnten für die Turnerschaft startende Sportler in den 1960er Jahren mehrere Medaillen erlangen. So erreichte Harry Jungmann bereits im Jahr 1951 die Bronzemedaille im Weitsprung. Danach konnte 1964 mit Gerlinde Hefner erstmals eine Frau für den Verein eine Medaille erlangen. In diesem Fall war dies ein weiteres Mal die Bronzemedaille, dieses Mal im 800-Meter-Lauf.
Ein Jahr später gab es dann gleich drei Medaillen. Zum einen erreichte Gerlinde Hefner dieses Mal über die 800 m, die Silbermedaille, sowie im Crosslauf die Bronzemedaille. Auch in der Mannschaftswertung im Crosslauf, zu der Hefner gehörte, konnte die Bronzemedaille erreicht werden.
Zudem erlangte Gerda Klöpfer im Jahr 1968 und 1969 jeweils als erste Frau die deutsche Meisterschaft über 1500 Meter. Im zweiten Jahr startete sie aber schon für den TV Erkheim. Außerdem erreichte sie 1968 auch noch die Bronzemedaille über die 800 Meter. Die gleiche Medaille konnte dann im selben Jahr auch noch die 3 × 800-m-Staffel erreichen. 1969 gewann dann Karl-Heinz Betz noch die Bronzemedaille über 3000 m Hindernis.

### Handball
Die Regensburger TS gehörte in der Saison 1958/59 zu den Gründungsmitgliedern der neu eingeführten Handball-Bayernliga, die zu der Zeit als zweithöchste Spielklasse im deutschen Ligensystem eingestuft war. 1961 konnten sich die TS-Handballer für die Endrunde zur „Süddeutschen Meisterschaft“ qualifizieren.
Die Handballabteilung der Turnerschaft nimmt mit mehreren Mannschaften am Spielbetrieb des Bayerischen Handballverbandes (BHV) teil. Das 1. Damenteam spielt 2022/23 in der ostbayerischen Bezirksliga und die 1. Herrenmannschaft in der Bezirksklasse Ostbayern.

#### Erfolge
| - Endrunde Süddeutsche Meisterschaft 1961 - Bayerischer Meister (1. Liga) 1961 - Gründungsmitglied der Bayernliga (1. Liga) 1958 | - Aufstieg in die Bayernliga (2. Liga) 1968 - Nordbayerischer Meister (3. Liga) 1968 - Südbayerischer Vizemeister 1983 |